# Squatina heteroptera
Squatina heteroptera  (лат.) — вид рода плоскотелых акул одноимённого семейства отряда скватинообразных. Эти акулы встречаются в западной части Атлантического океана на глубине до 164 м. Максимальная зарегистрированная длина 49 см. У них уплощённые голова и тело, внешне они похожи на скатов, но в отличие от последних жабры скватин расположены по бокам туловища и рот находится в передней части рыла, а не на вентральной поверхности. Эти акулы размножаются путём яйцеживорождения.  Не представляют интереса для коммерческого рыбного промысла. 

## Таксономия
Впервые вид был научно описан в 2007 году. Голотип представляет собой  самца длиной 49 см, пойманного на континентальном шельфе Тамаулипаса (22°44′ с. ш. 97°24′ з. д.), Мексиканский залив, на глубине 157—164 м. Паратип — самец длиной 29,5 см, пойманный на континентальном шельфе Табаско на глубине 101 м. 
Видовое название происходит от слов др.-греч. ἕτερος — «другой из двух», «разный», «неоднородный» и 
греч. πτερόν — «крыло». Оно связано с тем, что у Squatina heteroptera спинные плавники отличаются по форме и размеру.

## Ареал
Squatina heteroptera обитают в западной части Атлантического океана в Мексиканском заливе. Эти акулы встречаются на континентальном шельфе на глубине от 157 до 164 м. 

## Описание
У Squatina heteroptera довольно стройное уплощённое тело. На теле и голове отсутствуют увеличенные шипообразные чешуи. Туловище покрыто чешуями с 4 продольными килями, расположенными позади. Наиболее широкая часть чешуй в 2 раза превосходит их длину. Спинные плавники отличаются по форме и размеру, длина их оснований составляет менее половины от высоты. Кожные лоскуты, обрамляющие ноздри, имеют гладкие края и равны по длине. Характерные для скватин крыловидные грудные плавники широкие и заострённые. Окраска тёмно-коричневатого цвета с беловатыми пятнами неправильной формы. По обе стороны от симфиза на каждой челюсти расположено по 8 треугольных зубов с гладкими краями.

## Взаимодействие с человеком
Вид не представляет интереса для коммерческого рыбного промысла. Международный союз охраны природы еще не оценил статус сохранности данного вида. 